# Леонидов, Леонид Львович
Леонид Львович Леонидов (настоящая фамилия Стакилевич; 18 апреля 1821, Санкт-Петербург — 5 августа 1889, там же) — русский драматический артист.

## Биография
Родился в небогатой семье чиновника, учился в Императорском С.-Петербургском театральном училище. Его педагогом был выдающий русский актёр В. А. Каратыгин. Сразу по окончании учёбы в 1839 году поступил в труппу Александринского театра, поначалу выступал в небольших водевилях в ролях любовников. В первый же год сыграл свыше 20 ролей (Ольгин — водевиль «Ложа 1-го яруса на последний дебют Тальони» П. А. Каратыгина, Аламир — мелодрама «Велизарий» Шенка, мн. др.).
Через небольшое время, в 1843 году переведён в Москву в Малый театр с тем же амплуа молодых амантов. Но после смерти великого трагика П. Мочалова в 1848 году стал с немалым успехом исполнять его роли. В традициях Малого театра было наследование без изменений ролей старших исполнителей поколением пришедших в театр молодых артистов. В 1854 году Леонидов выступил в драме «Бенвенуто Челлини». И уже в 1854 году вновь вернулся в Санкт-Петербург на исполнение трагических ролей: в 1853 году умер великий трагик педагог Леонидова Василий Андреевич Каратыгин, и Леонидов стал преемником репертуара своего учителя. Этими ролями он приобрел славу одного из выдающихся артистов-трагиков русской сцены.
Леонидов — первый исполнитель роли Бориса Годунова (в первой постановке 1870 года, режиссёр А. А. Яблочкин, Александринский театр) в одноимённой трагедии Пушкина. Среди ролей: Отелло («Отелло»), Гамлет («Гамлет»), Ричард III («Ричард III»), Король Лир, Макбет; Велизарий (одноимённая пьеса Шенка), Нино («Уголино» Полевого); Ляпунов («Князь Михаиле Васильевич Скопин-Шуйский» Полевого); Неизвестный («Параша-сибирячка» Полевого), Жорж Жермани («30 лет, или Жизнь игрока» Дюканжа) и другие.
Леонидову было свойственно использование внешней позы, эффектных жестов и движений, эмоциональной декламации. Но начиная с 50-х годах в игре артиста появляется стремление к большей естественности. При господстве на сцене классической драмы Леонидов пользовался успехом; с водворением же на сцене бытовой комедии он отодвинулся на второй план.
Преподавал в театральном училище. В 1882—1883 годах — профессор декламации Петербургского театрального училища.
Автор театральных записок и воспоминаний: «Записки Леонида Львовича Леонидова», напечатанных в «Русской старине» (1886 г., кн. 6, с. 655-74) и «Воспоминания Леонида Львовича Леонидова» — там же (1888 г., кн. 4, с. 219-42 и 1892 г., кн. 2, 503-14.).
Современники утверждают: «Он был ревностным защитником театральной „мелкоты“ от несправедливостей начальства и притязаний „больших“ артистов» — статьи П. Каратыгина (в «Русской Старине», 1888, № 4); М. Максимова — «Свет и тени» (СПб., 1878, гл. V).
Дочь — Любовь Леонидовна Савицкая (1854—1919), балерина, вторая зарегистрированная жена балетмейстера М. И. Петипа.